# DL 이카와 특급열차
| 1.       | 용도정보           |
| -------- | ------------------ |
| 일본어   | DLイカワ特急レシャ |
| 소속     | 오이가와 철도      |
| 작용열차 | DD20 키칸샤 토비호 |
| 소유자   | 오이가와 철도      |
| 2.       | 경로정보           |
| 현재기점 | 센즈역             |
| 현재종점 | 이카와역           |
| 사용노선 | 이카와선           |
| 개통일   | 2022년 8월 17일    |
| 경로길이 | 현재:29.5km        |
| 노선궤간 | 1,067mm            |

이카와선의 횡단철도. 그가 바로 키칸샤 토비호다.

## 개요
이카와선의 대용도이다.

## 운행형태
DL 이카와 특급열차인 키칸샤 토비호는 '이카와 쿠하객차'를 끌고 센즈역에서 이카와역까지 왕복운행 하고 있다. 주로 낮에는 1~3왕복(3왕복은 성수기에만)까지 하고, 저녂에는 1왕복이다.
(이 운행은 다른 DL이나 전철에게도 작용된다.)
특이하게도 키칸샤 토비호와 DD20형 디젤기관차는 이카와역에 정차하면 연결고리를 해제하고 뒷 쪽의 있던 객차 연결고리를 장착하여 운행한다.
그 이유는 이카와역엔 열차를 돌릴 전차대가 없기 때문이다.

## 기타
키칸샤 러스티호와 같이 이카와선의 열차이다.